# Valter (partigiano jugoslavo)

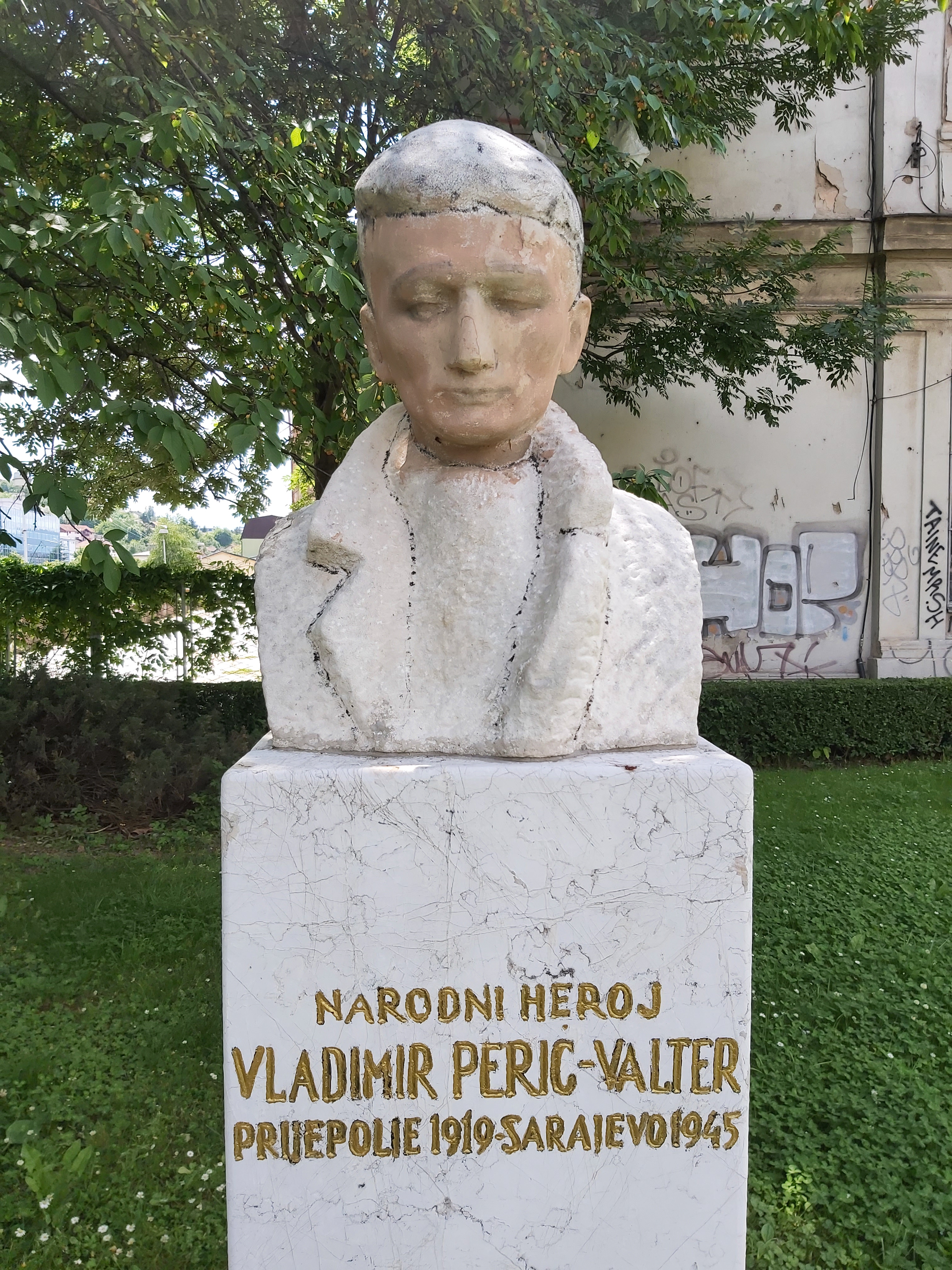
Vladimir Perić, Sarajevo

Valter, pseudonimo di Vladimir Perić (Prijepolje, 28 dicembre 1919 – Sarajevo, 6 aprile 1945), è stato un partigiano jugoslavo, leader della resistenza a Sarajevo durante la Seconda guerra mondiale.

## Biografia
Valter nacque a Prijepolje (oggi in Serbia) nel 1919. Dopo aver conseguito una laurea in economia, negli anni quaranta si trasferì a Sarajevo per lavorare in una banca. In questo periodo, si unì al Comitato del Partito Comunista per la città di Sarajevo. Durante la guerra, rimase a Sarajevo fino al 1942, quando scappò verso i territori controllati dall'Esercito popolare di liberazione della Jugoslavia. Successivamente divenne vicecomandante del distaccamento partigiano di Zenica ed in seguito comandante di un battaglione della 6ª Brigata della Bosnia Orientale. Nel 1943 gli fu ordinato di rientrare a Sarajevo per prendere il comando di un gruppo di partigiani il cui compito era quello di cacciare le Potenze dell'Asse dalla città.
Valter fu ucciso da una granata sparata da un mortaio durante i combattimenti nel giorno della liberazione di Sarajevo, il 6 aprile 1945. Da allora divenne un eroe cittadino, e gli fu dedicato il film Valter brani Sarajevo (Valter difende Sarajevo).

## Nella cultura di massa
A Valter è stata intitolata La scuola elementare di Prijepolje.
Valter difende Sarajevo è una pellicola molto popolare in Cina, così tanto che si produce la birra Valter, con la foto dell'attore Bata Živojinović sull'etichetta.
Il partigiano è altresì protagonista di un brano dei Dubioza Kolektiv, intitolato  "Vratiće se Valter" (Valter tornerà).